# Hladovka
Hladovka é um município da Eslováquia, situado no distrito de Tvrdošín, na região de Žilina. Tem 18,1 km² de área e sua população em 2018 foi estimada em 1.043 habitantes.

## Demografia
| Ano:        | 1994 | 2004   | 2014   | 2024   |
| ----------- | ---- | ------ | ------ | ------ |
| Broj ljudi: | 883  | 955    | 1036   | 1098   |
| Razlika:    |      | +8,15% | +8,48% | +5,98% |

| Ano:               | 2023 | 2024   |
| ------------------ | ---- | ------ |
| Número de pessoas: | 1072 | 1098   |
| Diferença:         |      | +2,42% |